# Thaumiers
Thaumiers és un municipi francès, situat al departament de Cher i a la regió de Centre – Vall del Loira. L'any 2007 tenia 412 habitants.

## Demografia

### Població
El 2007 la població de fet de Thaumiers era de 412 persones. Hi havia 171 famílies, de les quals 52 eren unipersonals (28 homes vivint sols i 24 dones vivint soles), 63 parelles sense fills, 52 parelles amb fills i 4 famílies monoparentals amb fills.
La població ha evolucionat segons el següent gràfic:
Habitants censats

### Habitatges
El 2007 hi havia 265 habitatges, 173 eren l'habitatge principal de la família, 57 eren segones residències i 35 estaven desocupats. 257 eren cases i 6 eren apartaments. Dels 173 habitatges principals, 140 estaven ocupats pels seus propietaris, 32 estaven llogats i ocupats pels llogaters i 2 estaven cedits a títol gratuït; 7 tenien una cambra, 13 en tenien dues, 40 en tenien tres, 40 en tenien quatre i 74 en tenien cinc o més. 151 habitatges disposaven pel capbaix d'una plaça de pàrquing. A 68 habitatges hi havia un automòbil i a 89 n'hi havia dos o més.

### Piràmide de població
La piràmide de població per edats i sexe el 2009 era:
| Homes | Edats   | Dones |
| ----- | ------- | ----- |
| 0     | 95 o +  | 0     |
| 0     | 90 a 94 | 0     |
| 0     | 85 a 89 | 8     |
| 0     | 80 a 84 | 8     |
| 12    | 75 a 79 | 8     |
| 12    | 70 a 74 | 12    |
| 20    | 65 a 69 | 16    |
| 20    | 60 a 64 | 8     |
| 8     | 55 a 59 | 12    |
| 16    | 50 a 54 | 12    |
| 12    | 45 a 49 | 4     |
| 8     | 40 a 44 | 12    |
| 12    | 35 a 39 | 12    |
| 32    | 30 a 34 | 20    |
| 8     | 25 a 29 | 12    |
| 4     | 20 a 24 | 0     |
| 8     | 15 a 19 | 0     |
| 4     | 10 a 14 | 16    |
| 16    | 5 a 9   | 12    |
| 12    | 0 a 4   | 8     |

## Economia
El 2007 la població en edat de treballar era de 238 persones, 155 eren actives i 83 eren inactives. De les 155 persones actives 140 estaven ocupades (81 homes i 59 dones) i 15 estaven aturades (7 homes i 8 dones). De les 83 persones inactives 37 estaven jubilades, 20 estaven estudiant i 26 estaven classificades com a «altres inactius».

### Ingressos
El 2009 a Thaumiers hi havia 186 unitats fiscals que integraven 445 persones, la mediana anual d'ingressos fiscals per persona era de 14.352 €.

### Activitats econòmiques
Dels 15 establiments que hi havia el 2007, 1 era d'una empresa extractiva, 1 d'una empresa alimentària, 1 d'una empresa de fabricació d'altres productes industrials, 4 d'empreses de construcció, 3 d'empreses de comerç i reparació d'automòbils, 1 d'una empresa de transport, 1 d'una empresa d'hostatgeria i restauració, 1 d'una empresa de serveis i 2 d'empreses classificades com a «altres activitats de serveis».
Dels 5 establiments de servei als particulars que hi havia el 2009, 1 era una oficina de correu, 1 taller de reparació d'automòbils i de material agrícola, 1 guixaire pintor i 2 fusteries.
Dels 2 establiments comercials que hi havia el 2009, 1 era una botiga de més de 120 m² i 1 una botiga de menys de 120 m².
L'any 2000 a Thaumiers hi havia 23 explotacions agrícoles que ocupaven un total de 1.287 hectàrees.

## Equipaments sanitaris i escolars
El 2009 hi havia una escola elemental.

## Poblacions més properes
El següent diagrama mostra les poblacions més properes.